# جورج ليس
جورج ليس (بالإنجليزية: George Lees)‏ (25 يونيو 1924 في المملكة المتحدة - 23 فبراير 1988) هو لاعب كرة قدم بريطاني (وحمل سابقاً جنسية المملكة المتحدة لبريطانيا العظمى وأيرلندا) في مركز الدفاع. لعب مع بولدكلوبن فرم.